# گفت زیر سلطه من آیید
گفت زیرسلطه من آیید فیلمی به کارگردانی و نویسندگی داریوش ارجمند ساختهٔ سال ۱۳۶۲ است.

## داستان فیلم
مردی که با هجوم به روستاهای در مسیر راه خود دست به قتل‌عام اهالی می‌زند، همه را به وحشت انداخته‌است. عاقبت اهالی یکی از روستاها با اتحاد خود در مقابل او پایداری می‌کنند.

## بازیگران
- تیمور قهرمان
- انوشیروان ارجمند
- عثمان محمدپرست